# Viola dubyana
Viola dubyana är en violväxtart som beskrevs av Émile Burnat och August Gremli.
Viola dubyana ingår i släktet violer och familjen violväxter. Inga underarter finns listade i Catalogue of Life.

## Bildgalleri

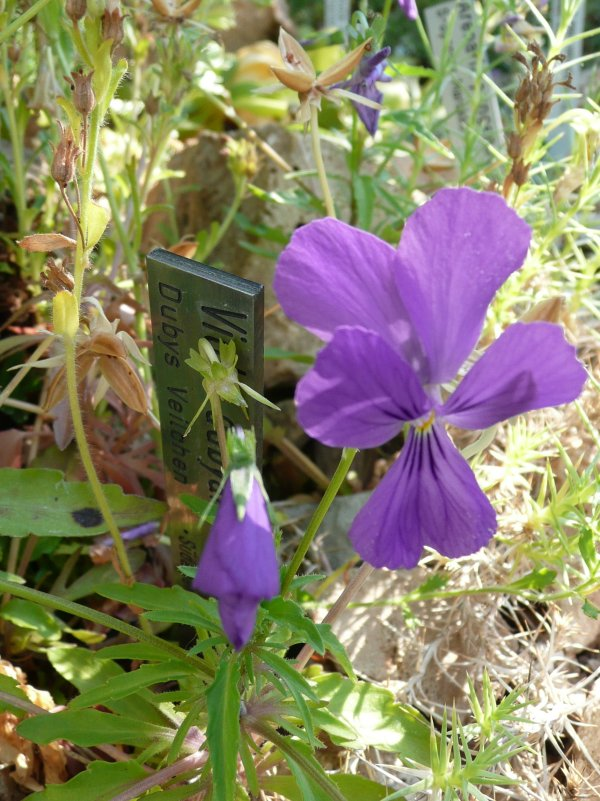